# Caída del precio de bitcoin de 2018

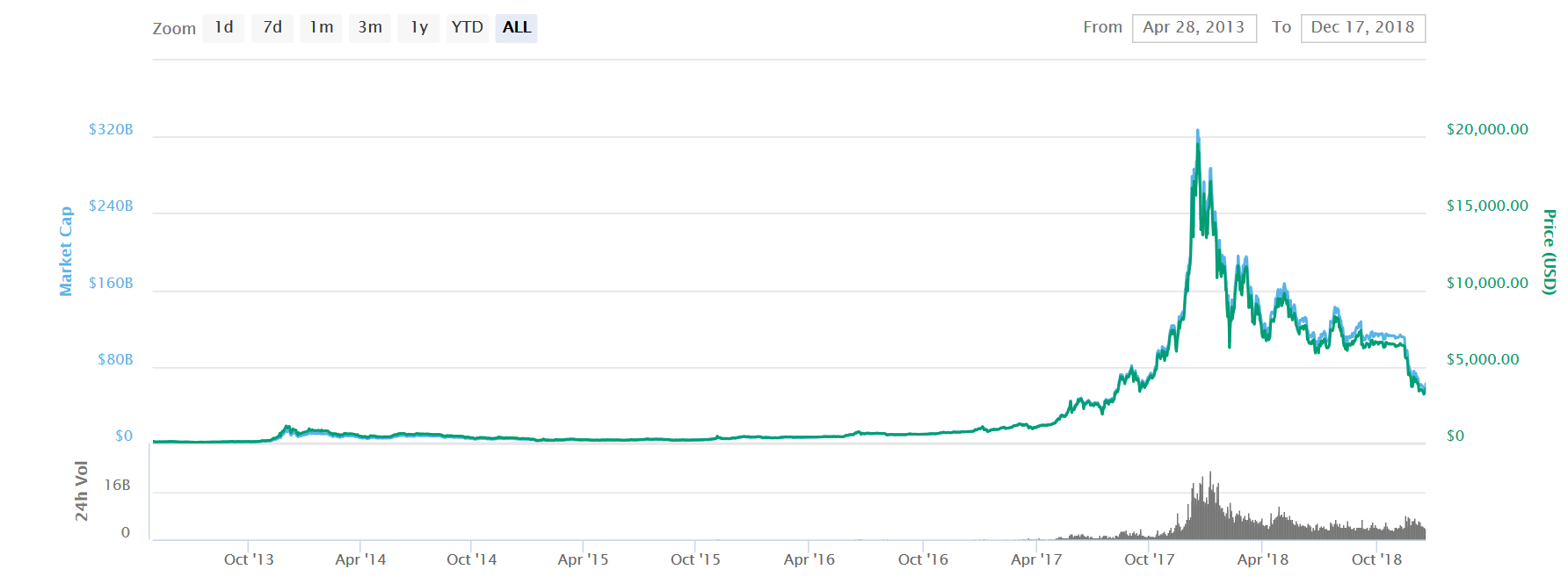
Histórico del precio del Bitcoin.

La caída del precio de Bitcoin de 2018, mercado bajista de Bitcoin de 2018 o crack de Bitcoin de 2018 refiere a un evento caracterizado especialmente por una caída de los precios de Bitcoin durante el año 2018, con el correspondiente efecto en el mercado y precios de otras criptomonedas por su carácter de moneda principal del ecosistema, luego de un boom sin precedentes durante 2017 

## Antecedentes
El 17 de diciembre de 2017 Bitcoin alcanza su valor pico de 19,920.53 dólares en la plataforma Bitfinex, lo que representa un máximo histórico del precio de la criptomoneda.
Se estima que el aumento del precio acumulado de Bitcoin durante 2017 asciente a 2,700%.
Consecuentemente, casi todas las demás criptomonedas alcanzaron máximos históricos de sus propios precios entre diciembre de 2017 y enero de 2018.
Algunos economistas, famosos inversores y profesionales de las finanzas alertaron de que el rápido crecimiento del precio de las criptomonedas podría provocar un estallido de la burbuja.
El 22 de diciembre de 2017 el precio del Bitcoin cae por debajo de los 11,000 dólares, una caída del 45% respecto a su pico.

## Historia
A pesar de la caída estimada en un 46% de su valor, el 6 de enero el precio de Bitcoin en Bitfinex mostró signos de recuperación al alcanzar rápidamente los 17,252 dólares.
12 de enero de 2018, tras los rumores de que Corea del Sur se estaba preparando para prohibir el mercado de las criptomonedas, el precio del Bitcoin cayó un 12%.
26 de enero de 2018, Coincheck, el mercado de criptomonedas más grande de Japón fue hackeado. Se robaron 530 millones de dólares estadounidenses. Fue la pérdida más grande por un robo en Japón, lo que causó que Coincheck suspendiera el mercado indefinidamente.
Desde el 26 de enero al 6 de febrero, el precio del Bitcoin se redujo a la mitad, alcanzando el suelo de 6,000 dólares. Se conocieron más noticias negativas para el mercado durante el primer cuatrimestre de 2018. Los precios se mantuvieron muy bajos durante el primer cuatrimestre, aunque se recuperaron un poco.
Del 6 de enero al 6 de febrero de 2018 el precio del Bitcoin cayó más del 65%.
El 7 de marzo de 2018, algunas claves API de Binance fueron usadas para efectuar transacciones irregulares
El 3 de abril de 2018 el medio CryptoGlobe.com señaló que el valor de mercado de las criptomonedas había perdido cerca de 342 mil millones de dólares en el primer cuatrimestre de 2018, la mayor pérdida jamás registrada en su historia.
A finales de 2018, Facebook, Google y Twitter prohibieron anuncios de las ICOs.
En septiembre de 2018, las criptomonedas ya habían perdido el 80% de lo que valían en enero de 2018, haciendo este 'crack' peor que la burbuja puntocom, que perdió el 78%.
El 15 de noviembre de 2018, el valor de mercado del Bitcoin cayó por debajo de los 100 mil millones de dólares por primera vez desde octubre de 2017, y el precio del Bitcoin cayó hasta los 5,500 dólares.